# Олбани (Орегон)
Олбани (англ. Albany) — административный центр округа Линн и 11 по величине город в штате Орегон, США. Расположен в долине Уилламетт. Основан в 1848 году. Согласно переписи 2020 года, население составляет 56 472 человека.

## История

### Ранние годы
Изначально на территории, где сейчас располагается Олбани, поселились Калапуйя. Когда племена были уничтожены эпидемией оспы, в 1845 году прибыл первый европейско-американский поселенец, Эбнер Хэклмэн, фермер из Айовы. Через год он умер, когда возвращался в Айову за семьёй. В 1847 году братья Уолтер и Томас Монтейт поселились в этой местности после путешествия на быках по Орегонской тропе. В 1848 году они купили участок в 1,3 км2 у Хирама Смида. Братья назвали город Олбани в честь своей родины из штата Нью-Йорк. В то же время сын Хэклмэна, Абрам, прибыл на участок своего отца и построил бревенчатый дом в дубовой роще.

## География
По данным Бюро переписи населения США, город имеет общую площадь в 45,97 км2. Из них 45,43 км2 приходится на сушу, а 0,54 км2 — на воду.

## Население
| Год переписи                               | Нас.  |  | %±    |
| ------------------------------------------ | ----- |  | ----- |
| 1870                                       | 1292  |  | —     |
| 1880                                       | 1867  |  | 44,5% |
| 1890                                       | 3079  |  | 64,9% |
| 1900                                       | 3149  |  | 2,3%  |
| 1910                                       | 4275  |  | 35,8% |
| 1920                                       | 4840  |  | 13,2% |
| 1930                                       | 5325  |  | 10%   |
| 1940                                       | 5654  |  | 6,2%  |
| 1950                                       | 10115 |  | 78,9% |
| 1960                                       | 12926 |  | 27,8% |
| 1970                                       | 18181 |  | 40,7% |
| 1980                                       | 26546 |  | 46%   |
| 1990                                       | 29462 |  | 11%   |
| 2000                                       | 40852 |  | 38,7% |
| 2010                                       | 50158 |  | 22,8% |
| 2020                                       | 56472 |  | 12,6% |
| 1870–2020 — перепись населения. Источники: |       |  |       |

## Экономика
Олбани называет себя «мировой столицей редких металлов», производя цирконий, гафний и титан. Одним из основных производителей этих элементов является компания ATI Specialty Alloys and Components (ранее ATI Wah Chang).

## Инфраструктура

### Дороги и магистрали
Олбани примыкает к автомагистрали I-5. Через город проходят такие дороги, как OR 99E, US 20 и OR 34.